# Ale jazda! (serial telewizyjny)
Ale jazda! (ang. Carpoolers, 2007–2008) jest to amerykański serial telewizyjny wyprodukowany przez DreamWorks Television, ABC Studios i 3 Arts Entertainment dla stacji ABC. Twórcą serialu jest Bruce McCulloch, natomiast za reżyserię odpowiadają Joe i Anthony Russo.
W 2008 roku serial nominowano do nagrody People’s Choice w kategorii: ulubiona nowa komedia telewizyjna.

## Fabuła
Czterej mężczyźni; Dougie, Gracen, Aubrey i Laird pracują z dala od domu i rodziny, dlatego aby zaoszczędzić na transporcie razem dojeżdżają do pracy. W czasie podróży opowiadają sobie nawzajem o swoim życiu, lękach czy pragnieniach. Z czasem stają się najlepszymi przyjaciółmi mówiącymi sobie o wszystkim.

## Obsada
- Fred Goss jako Gracen Brooker
- Jerry O’Connell jako Laird Holcomb
- Jerry Minor jako Aubrey Williber
- Tim Peper jako Dougie
- Faith Ford jako Leila Brooker
- T.J. Miller jako Marmaduke Brooker
- Allison Munn jako Cin
- Stephen Brophy jako Ted Hendzel
- Irene White jako Sue Hendzel

## Spis odcinków
| Premiera odcinka | N/o | Polski tytuł         | Angielski tytuł                |
| ---------------- | --- | -------------------- | ------------------------------ |
|                  |     |                      |                                |
| SERIA PIERWSZA   |     |                      |                                |
|                  |     |                      |                                |
| 18.06.2010       | 01  | Pierwszy dzień       | Dougie's First Day             |
|                  |     |                      |                                |
| 25.06.2010       | 02  | Małe kłamstewko      | Laird of the Rings             |
|                  |     |                      |                                |
| 02.07.2010       | 03  | Łóżkowe fantazje     | Who Would You Do?              |
|                  |     |                      |                                |
| 09.07.2010       | 04  | Niska jakość         | Down for the Count             |
|                  |     |                      |                                |
| 16.07.2010       | 05  | Odnowienie przysięgi | A Divorce to Remember          |
|                  |     |                      |                                |
| 23.07.2010       | 06  | Tajny kodeks         | The Code                       |
|                  |     |                      |                                |
| 30.07.2010       | 07  | Seminarium           | The Seminar                    |
|                  |     |                      |                                |
| 06.08.2010       | 08  | Pierwsza kłótnia     | First Fight                    |
|                  |     |                      |                                |
| 13.08.2010       | 09  | Najprzystojniejszy   | The Handsomest Man             |
|                  |     |                      |                                |
| 20.08.2010       | 10  | Koła fortuny         | Wheel of Fortune               |
|                  |     |                      |                                |
| 27.08.2010       | 11  | Recital              | The Recital                    |
|                  |     |                      |                                |
| 03.09.2010       | 12  | Zagubiony w Ameryce  | Lost in America                |
|                  |     |                      |                                |
| 10.09.2010       | 13  | Jeden dzień w pracy  | Take Your Daughter to Work Day |
|                  |     |                      |                                |